# 바흐람 5세

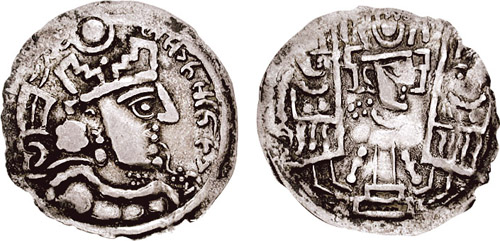
바흐람 5세의 동전 (British Museum, London)

바흐람 5세(팔레비어: 𐭥𐭫𐭧𐭫𐭠𐭭, 페르시아어: بهرام پنجم, 생년 미상 ~ 438년)는 사산 왕조 페르시아 제국의 샤이다. 야즈데게르드 1세의 아들이며, 그가 죽자 무드히르(Mundhir)의 도움으로 반대 귀족들을 억누르고 421년에 왕위에 오른다.

## 국제정세

### 로마
인테르치소(James Intercisus)의 기독교 박해를 빌미로 로마 제국은 전쟁을 일으켰다. 421년에 로마는 장군 알다부리우스(Ardaburius)를 아르메니아에 파견했다. 알다부리우스는 페르시아의 나르세 장군을 패배시키고 아르젠느(Arzanene)지역을 약탈하였다. 그리고 니시비스(Nisibis)지역을 공략했다. 그러나 알다부리우스는 테오도시오폴리스(Theodosiopolis)를 차례차례 포위하는 바흐람의 강력한 군에 직면하여 공략을 포기한다. 결국 422년에는 두 국가 사이에 평화조약이 맺어졌다.

### 아르메니아
아르메니아의 왕위는 418년부터 바흐람 5세의 아들 샤푸르가 사퇴한 이후로 비어있었다. 바흐람 5세는 로마와의 싸움이 끝나자 아르샤쿠니(Arshakuni)의 후손을 아르메니아의 왕으로 앉힐 것을 희망하여, 아르탁시아스(Artaxias IV)의 자손인 바흐람-샤푸르(Vram-Shapuh)를 선택했다. 하지만 새롭게 지명된 왕은 인격적으로 문제가 있었다. 불만을 품은 귀족들은 바흐람 5세에게 아르탁시아스의 자손을 몰아내고 한때 독립했던 아르메니아를 이참에 사산 왕조에 병합하자는 탄원을 올렸다. 그러나 이 합병제안은 인품이나 능력을 고려하지 않더라도 비 기독교인보다 적어도 기독교인이 낫다고 생각하는 아르메니아의 원로 아이작(Isaac)에 의해 강력한 저지를 받았다. 하지만 그러한 아이작의 저항에도 불구하고, 428년에 아르메니아는 사산 왕조의 밑으로 병합된다.

### 훈족
바흐람 5세의 치정 말기에는 현재 이란의 북부를 유린했던 에프탈로부터 침략을 받는다. 바흐람 5세는 불시에 찾아온 위협에 평화를 제의하였고 에프탈의 왕은 그것을 받아들였다. 하지만 에프탈의 왕은 타바리스탄의 히르카니아와 니샤푸르를 가로지는 중, 훈족의 갑작스러운 습격을 받아 살해당하고 그의 부인은 인질로 납치당한다. 그러나 퇴각하는 훈족은 아무다리야강 인근에서 쫓기며 살육당했다. 또한 바흐람의 부하 장수 중의 한 명은 훈족의 영토 깊은 곳까지 침략하여 본거지를 파괴하였다. 바흐람 5세의 초상화는 현재의 우즈베키스탄에 해당하는 부하라의 동전으로 전해지며, 훈족에 대한 승리의 증거로 추측할 수 있다.

## 전설

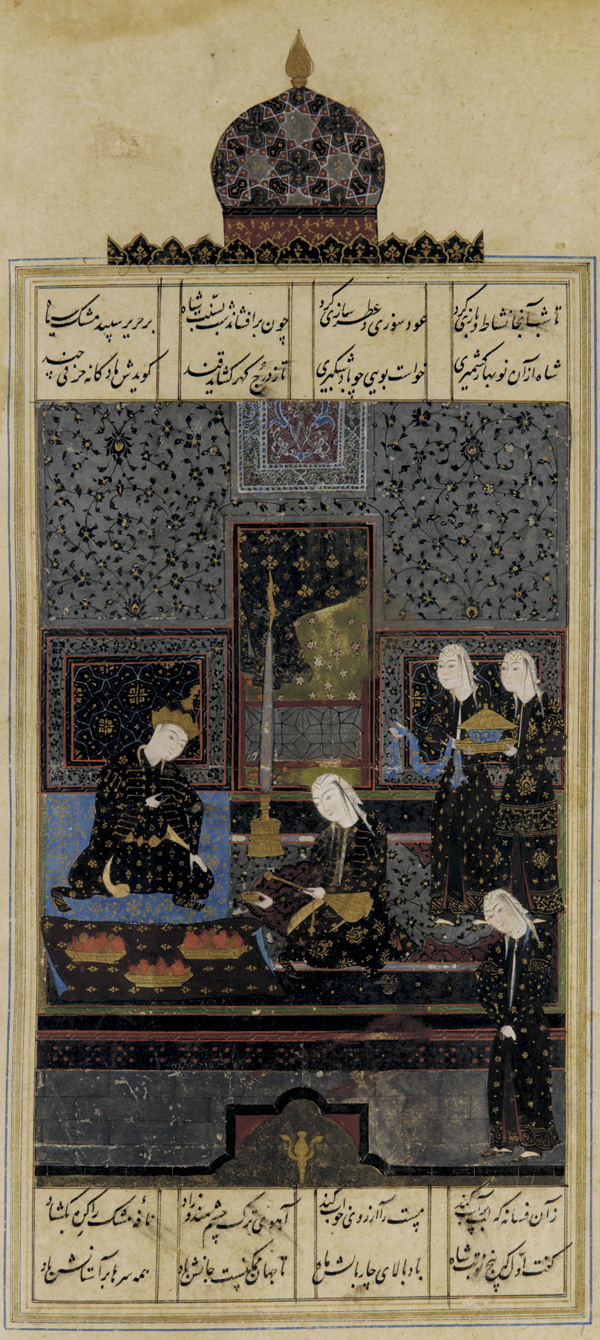
바흐람 5세(BahramGur)는 페르시아의 문학과 시에 관심이 많았다. 검은 천막 안에 바흐람과 인도의 공주가 함께 있는 그림

바흐람 5세는 많은 전설을 가지고 있다. 일설에 의하면 바흐람 5세는 중국을 공략하는 인도의 왕을 지원한 적이 있었는데, 인도는 그에 대한 보답으로 마크란(Makran) 지역과 신드를 페르시아에게 양도하였다. 그리고 인도의 위대한 왕에 의해 음악가의 자손들이 페르시아로 보내졌으며 이것은 페르시아인들에게 화제거리가 되었다고 한다. 물론, 이 이야기를 뒷받침할 역사적인 증거를 제시하는 자료는 존재하지 않는다. 또 한가지의 설은, 바흐람 5세가 인도의 공주와 결혼했다는 이야기이다. 하지만 결혼으로 인한 동맹이라는 결론 역시 증거가 부족한 것으로 간주된다. 또한 BahramGur라는 이명은 펀자브의 전설적인 인도 왕자의 이름과 관련이 있다는 이야기도 있다.
그 밖에도 파로디우스의 《샤나메》에선 Bahram-e-gur(바흐람 5세)가 사자 두 마리를 살해하여 그것들로부터 왕관을 탈취했다는 기록이 있다.

## 유물
바흐람 5세는 특히 그를 둘러싼 환상적인 이야기들과 수많은 전설들을 옮기길 좋아하는 작가였다. 그의 명성은 조로아스터교의 저변에서부터 반 이란적인 우마이야 왕조와 몽골 등 그리고 현대 이슬람 설화에 깊게 관여하였다. 그는 세렌디피티(serendipity)라는 단어를 떠올리게 만드는 The Three Princes of Serendip 이야기의 왕이다. 또한 아시아당나귀(onagers)를 사냥하는 도중에 사랑을 만났다는 이야기에서 그를 Bahram Gur, "Onager"라고 부르기도 한다.
일부 사람들은 바흐람 5세를 힘이 약했던 군주로 판단하기도 한다. 그러나 타바리에 의하면, 바흐람 5세는 조로아스터교의 많은 배화(拜火)신전을 세우고 넓은 정원과 마을들을 남겼다고 기록하고 있다.